# Université Vie Pacifique
L'Université Vie Pacifique (anglais : Life Pacific University) est une université chrétienne évangélique pentecôtiste américaine privée située à San Dimas, Californie. Elle est affiliée à l’Église Foursquare.

## Histoire

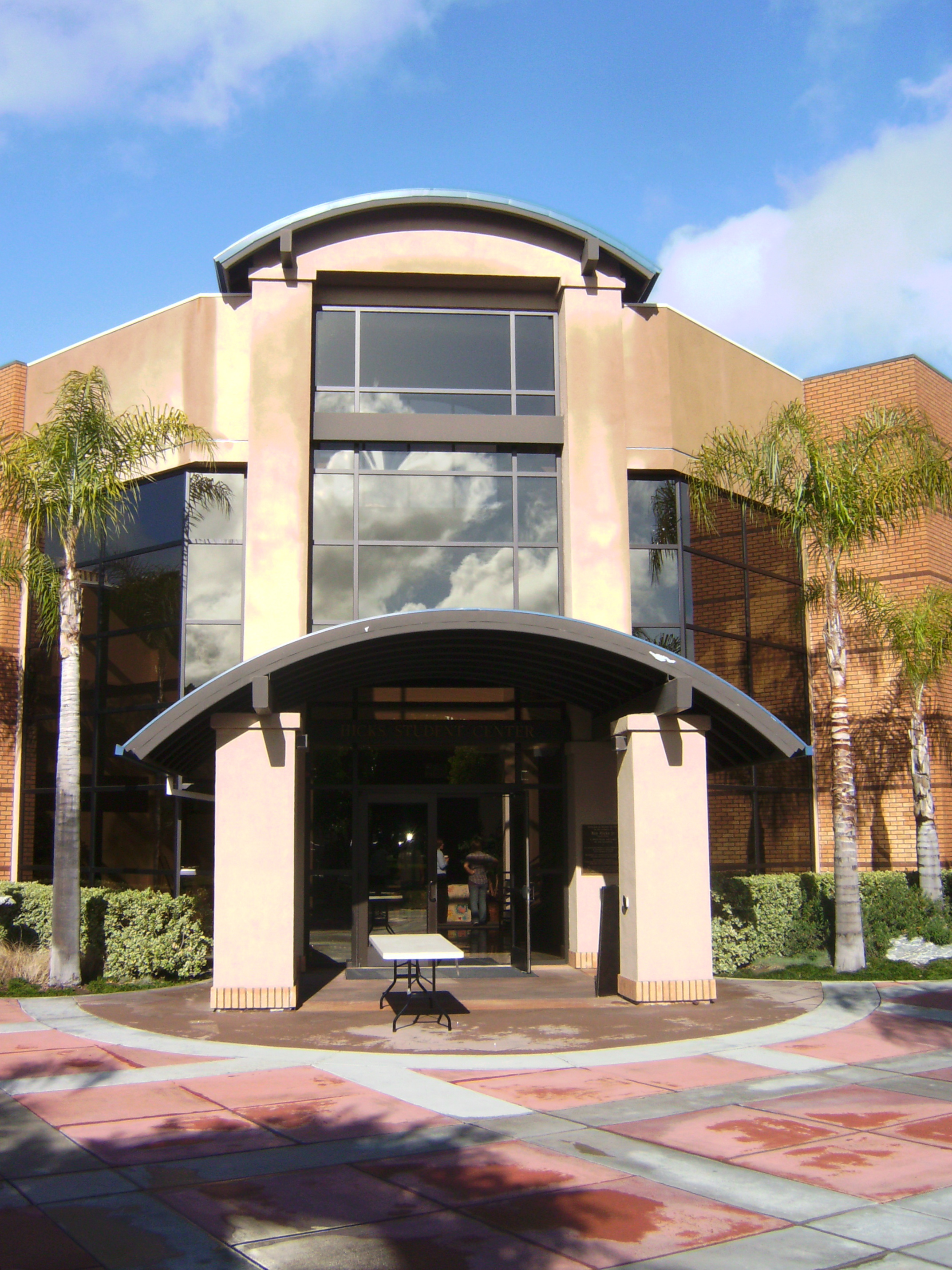
Hicks Center.

L’université a été fondée sous le nom d’Echo Park Evangelistic and Missionary Training Institute par Aimee Semple McPherson à Los Angeles en 1923 ,. En 1926, elle prend le nom de LIFE Bible College. En 1990, elle a déménagé à San Dimas . Au début des années 2000, elle est renommée Life Pacific College. En 2019, elle est devenue une université . Pour l'année 2021-2022, elle comptait 551 étudiants.